# Hažín nad Cirochou
Hažín nad Cirochou és un poble i municipi d'Eslovàquia. Es troba a la regió de Prešov, al nord del país.

## Història
La primera referència escrita de la vila data del 1451.

## Demografia
| Godina             | 1994 | 2004    | 2014   | 2024   |
| ------------------ | ---- | ------- | ------ | ------ |
| Nombre de persones | 609  | 709     | 675    | 654    |
| Diferència         |      | +16,42% | −4,79% | −3,11% |

| Godina             | 2023 | 2024   |
| ------------------ | ---- | ------ |
| Nombre de persones | 665  | 654    |
| Diferència         |      | −1,65% |